# Incidente diplomático entre Turquía y Países Bajos de 2017
En marzo de 2017, los Países Bajos y Turquía estuvieron envueltos en un incidente diplomático, provocado por restricciones de viaje impuestas por las autoridades neerlandesas a políticos turcos que querían promover el referéndum constitucional turco a los ciudadanos turcos que viven en Países Bajos. Las autoridades neerlandesas prohibieron al avión del ministro turco de Asuntos Exteriores Mevlüt Çavuşoğlu aterrizar, y la ministra turca de Políticas Familiares y Sociales, Fatma Betül Sayan Kaya, fue expulsada del país, cuando ambos intentaron hacer campaña en el país europeo. En respuesta, Turquía expulsó al embajador neerlandés del país, y el Presidente turco Recep Tayyip Erdoğan llamó a los neerlandeses "fascistas" y "remanentes del nazismo". El primer ministro neerlandés Mark Rutte definió la postura turca como estrafalaria e inaceptable y pidió reanudar las conversaciones para resolver el conflicto, añadiendo que Turquía había cruzado una línea diplomática. 

## Contexto
El referéndum turco planificado para el 16 de abril de 2017 consultó a la población sobre una serie de enmiendas constitucionales que, en caso de aprobarse, transformarían el país de una democracia parlamentaria a un sistema presidencial, bajo la cual el presidente Erdoğan sería habilitado para presentarse a más de dos elecciones consecutivas, teóricamente otorgándole la posibilidad de gobernar como jefe de Estado con mayores poderes hasta el año 2029. Los críticos con los cambios propuestos han expresado sus miedos a un incremento en el autoritarismo, mientras que los seguidores defienden que el nuevo sistema haría al estado turco más fuerte y más seguro.
Para la campaña del sí el gobierno turco intentó persuadir a la diáspora turca de Europa (muchos de ellos mantienen la ciudadanía turca y por tanto estarían autorizados a votar en el referéndum) enviando a políticos de alto rango a hacer campañas en ciudades europeas con poblaciones turcas numerosas. Este sería el caso de la ciudad neerlandesa de Róterdam, en la cual habitan gran parte de las 400.000 personas del origen turco que vive en los Países Bajos. Los planes turcos para hacer campaña en ciudades europeas recibieron críticas encontradas en varios estados europeos, incluyendo Países Bajos.
Hacer campaña en el extranjero, incluso cuando se realizan misiones diplomáticas es ilegal bajo la legislación turca. En el extranjero la elección que hace campaña, incluso en misiones diplomáticas, es ilegal bajo ley turca; aunque la mayoría de los partidos políticos la desobedecen, incluyendo el partido gobernante, el AKP.
El referéndum turco además coincidió el mismo día cuando en Países Bajos se celebraron elecciones generales el 15 de marzo de 2017.

## Escalada

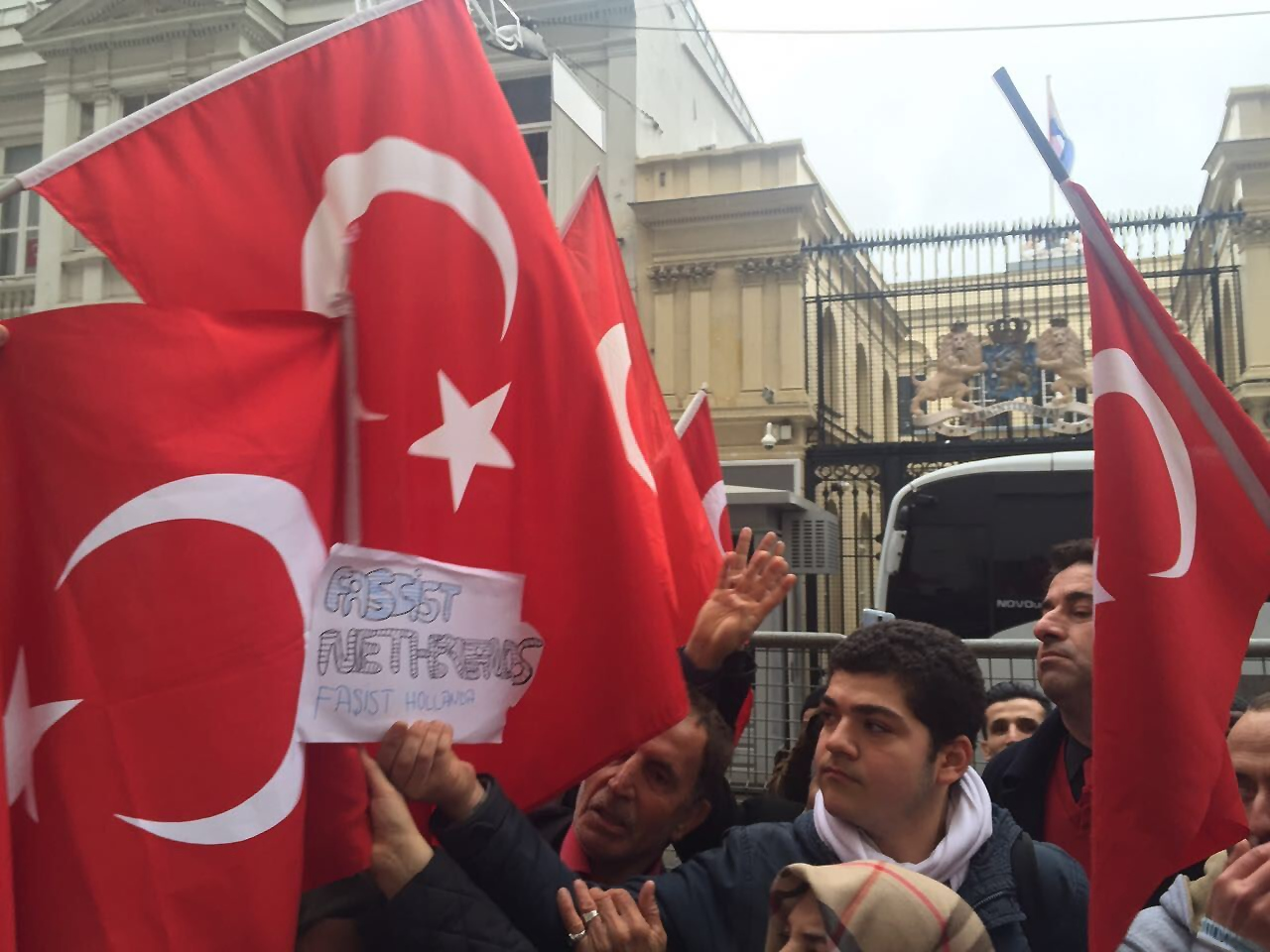
Manifestantes en el Consulado neerlandés en Estambul.

El 9 de marzo de 2017, el ministro de Asuntos Exteriores neerlandés Bert Koenders anunció a su homólogo turco Mevlüt Çavuşoğlu que el gobierno holandés no facilitaría su visita prevista a Róterdam el 11 de marzo, dando a entender que recibiría a Çavuşoğlu como autoridad y que el estado holandés no proporcionaría ningún tipo de facilidad durante su visita prevista. Koenders se basó en riesgos al orden público y a la seguridad para tomar la decisión, e incluso declaró que, a pesar de que el gobierno holandés no aprobara la visita prevista, él  no infringe al derecho constitucional de libertad de asamblea. Esto  no desmotivó a Çavuşoğlu, y públicamente pidió a todos los "ciudadanos  turcos en Países Bajos" para venir al consulado turco en Róterdam el 11 de marzo. Además amenazó al gobierno neerlandés con "serias sanciones" si su visita fuera impedida. El primer ministro neerlandés Mark Rutte revocó los derechos de Çavuşoğlu para aterrizar en tierra holandesa.
La negativa neerlandesa fue respondida por Erdoğan calificando a los holandeses como "fascistas" y "restos de nazismo", lo cual resultó en un endurecimiento de posiciones en ambos lados. Rutte calificó los comentarios de Erdoğan como "vil falsificación de la historia" y reclamó una disculpa.
El gobierno turco envió entonces a la ministra turco de Políticas Familiares y Sociales, Fatma Betül Sayan Kaya, a Róterdam, en coche, después de que el cónsul turco habría prometido presuntamente al alcalde de Róterdam, Ahmed Aboutaleb, que la ministra no iría a Holanda. Después de interceptar dos vehículos señuelos, la policía holandesa consiguió parar a Betül Sayan Kaya unos pocos metros del consulado turco. La detención se mantuvo durante varias horas en las cuales la ministra turca rechazó dejar Holanda e intento entrar en el consulado. Aunque no fue arrestada, se le declaró persona no grata y finalmente fue escoltada a la frontera holandesa-alemana cercana de Nijmegen y regresó a Alemania. El hecho causó protestas esporádicas de los aproximadamente 1000 (mil) manifestantes pro-Erdoğanos que habían ido al consulado turco. Fueron controlados por la policía de disturbio neerlandesa, que arrestó 12 personas por agresión violenta y por no seguir instrucciones policiales.